# Єлес
Єлес (ісп. Yeles) — муніципалітет в Іспанії, у складі автономної спільноти Кастилія-Ла-Манча, у провінції Толедо. Населення — 4841 особа (2010).
Муніципалітет розташований на відстані близько 33 км на південь від Мадрида, 34 км на північний схід від Толедо.
На території муніципалітету розташовані такі населені пункти: (дані про населення за 2010 рік)
- Єлес: 3084 особи
- Сіснерос: 950 осіб
- Естасьйон: 587 осіб
- Прадільйос: 220 осіб

## Демографія
Динаміка населення (INE ):

## Галерея зображень

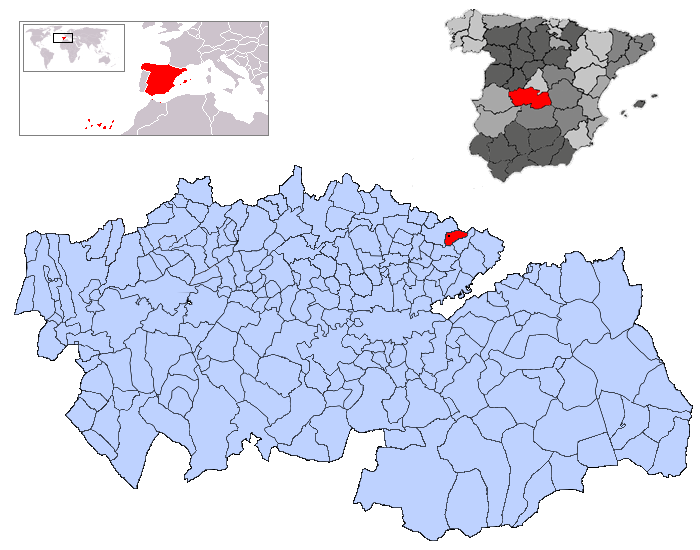
Розташування муніципалітету у провінції Толедо